# Савєльєв Владислав Михайлович
Владисла́в Миха́йлович Савє́льєв (14 серпня 1996, м. Кіровоград — 2 червня 2023, біля м. Покровськ, Донецька область) — український військовий льотчик Повітряних сил Збройних сил України, майор, учасник російсько-української війни, який загинув під час російського вторгнення в Україну.

## Життєпис
Народився 14 серпня 1996 року в м. Кіровоград (тепер Кропивницький). Виріс у родині військовослужбовців. Закінчив гімназію № 9 у м. Кропивницькому. Навчався в Харківському національному університеті Повітряних сил імені Івана Кожедуба, який закінчив з відзнакою у 2019 році.
Брав участь в ООС на сході України.
Протягом двох років проходив курс базової льотної підготовки на турбогвинтовому навчальному літаку T-6A Texan II на авіабазі Коламбус (США).
Під час російського вторгнення в Україну — військовий льотчик у складі 114-ї бригади тактичної авіації.
Зранку 2 червня 2023 року разом із пілотом «Juice» (Андрієм Пільщиковим) на двох МіГ-29 здійснили успішний бойовий виліт у східному напрямку, запустивши ракети HARM. Увечері того ж дня Владислав Савєльєв виконував ще один бойовий виліт. Під час нього успішно запустили керовані бомби JDAM, які досягли своїх цілей. Однак у районі Покровська (Донецька область) його літак уразила ворожа ППО.
Похований на Алеї почесних воїнських поховань Далекосхідного кладовища в м. Кропивницькому.
Залишилися донька, дружина, брат, батьки.

## Нагороди
- Орден Богдана Хмельницького III ступеня (2023, посмертно) — за особисту мужність, виявлену у захисті державного суверенітету та територіальної цілісності України, самовіддане виконання військового обов'язку.[4]